# Малышев, Владимир Сергеевич
Влади́мир Серге́евич Ма́лышев (род. 11 ноября 1949, с. Ново-Петровское, Московская область) — российский учёный. Ректор Всероссийского государственного университета кинематографии имени С. А. Герасимова с 2007 года. Президент Ассоциации учебных заведений искусства и культуры. Кандидат экономических наук, доктор искусствоведения, профессор, академик Российской академии образования. Автор сценариев и продюсер документальных фильмов, среди которых «Кому живётся весело, вольготно на Руси». Заслуженный работник культуры Российской Федерации (1998). Лауреат Государственной премии Российской Федерации (2010) и премии Правительства РФ в области культуры (2007).

## Биография
В 1975 году окончил Всесоюзный государственный институт кинематографии. В 1987 году окончил Высшую партийную школу (ВПШ) при ЦК КПСС. В 1990 году после избрания коллективом был назначен на должность генерального директора Госфильмофонда СССР (ныне Госфильмофонд России).
В 1998 году был назначен членом коллегии Государственного комитета Российской Федерации по кинематографии.
В 2001—2004 годах — заместитель Министра культуры Российской Федерации; в 2002 году Указом Президента РФ присвоен квалификационный разряд действительного государственного советника Российской Федерации 2 класса. В 2002 году защитил кандидатскую диссертацию «Управление процессом инвестирования отрасли культуры в условиях трансформации российской экономики», в 2004 году — докторскую диссертацию «Госфильмофонд России как материальная и гуманитарная основа отечественного киноведения: история и современность». В 2004—2007 годах — заместитель руководителя Федерального агентства по культуре и кинематографии.
В 2007 году после избрания на должность ректора возглавил Всероссийский государственный институт кинематографии имени С. А. Герасимова.
Член Правления и секретарь Союза кинематографистов России по вопросам профессионального кинообразования.
Член Российской Академии кинематографических искусств «Золотой орёл», действительный член Евразийской академии телевидения и радио. Член Союза писателей, президент Ассоциации вузов культуры и искусств России. Доверенное лицо Президента Российской Федерации В. В. Путина.
В 2012 году Указом В. В. Путина включён в состав Совета по общественному телевидению. Также является членом Совета при Президенте РФ по культуре и искусству (с 2008; в 2010—2012 — член президиума Совета), коллегии Министерства культуры РФ, Совета по кино при Правительстве РФ.
11 марта 2014 года подписал обращение деятелей культуры Российской Федерации в поддержку политики Президента РФ В. В. Путина на Украине и в Крыму.
В 2016 году сообщество «Диссернет» опубликовало материал о некорректных заимствованиях в кандидатских диссертациях В. С. Малышева и его сына Андрея.
В 2024 году являлся доверенным лицом кандидата в президенты России Владимира Путина.

## Санкции
6 марта 2022 года после вторжения России на Украину подписал письмо в поддержу российской агрессии. С 9 июня 2022 года находится под персональными санкциями Украины за поддержку войны. Также был внесён ФБК в список коррупционеров и разжигателей войны за поддержку нападения на Украину, 16 марта 2022 года форумом свободной России внесён в «Список Путина» и доклад «поджигателей войны» с предложением введения против него международных санкций.

## Награды
- Орден «За заслуги перед Отечеством» II степени (25 августа 2022 года) — за большой вклад в развитие отечественной культуры и искусства, многолетнюю плодотворную деятельность[15]
- Орден «За заслуги перед Отечеством» III степени (20 ноября 2009 года) — за большой вклад в развитие отечественного кинематографического искусства и многолетнюю педагогическую деятельность[16].
- Орден «За заслуги перед Отечеством» IV степени (3 апреля 2005 года) — за большой вклад в развитие отечественной культуры и кинематографии[17].
- Орден Почёта (18 мая 2017 года) — за большой вклад в развитие отечественной культуры и искусства, средств массовой информации, многолетнюю плодотворную деятельность[18].
- Орден Дружбы (11 ноября 1999 года) — за большой вклад в развитие отечественной кинематографии[19].
- Орден «Достык» ІІ степени (2011 год, Казахстан)[20].
- Орден «Дустлик» (29 августа 2022 года, Узбекистан) — за большой вклад во всестороннее развитие многоплановых и взаимовыгодных отношений между нашими государствами, дальнейшее углубление партнёрских связей, расширение сотрудничества в политико-дипломатической, торгово-экономической, инвестиционной, образовательной, научно-технической и культурно-гуманитарной сферах, активную поддержку последовательно осуществляемых в нашей стране кардинальных реформ и демократических преобразований, глобальных и региональных инициатив Узбекистана, а также эффективные усилия по дальнейшему укреплению уз дружбы и взаимопонимания между нашими народами[21].
- Офицер Ордена искусств и литературы (2013 год, Франция).[источник не указан 1049 дней]
- Кавалер Ордена искусств и литературы (2000 год, Франция).[источник не указан 1049 дней]
- Медаль «В память 850-летия Москвы».[источник не указан 1049 дней]
- Медаль «В память 300-летия Санкт-Петербурга».[источник не указан 1049 дней]
- Медаль «В память 1150-летия Великого Новгорода».[источник не указан 1049 дней]
- Орден святого благоверного князя Даниила Московского (2003).
- Орден святителя Макария Митрополита Московского III степени (2006).[источник не указан 1049 дней]
- Орден Святого Иннокентия III степени (2009).[источник не указан 1049 дней]
- Знак отличия «Гражданская доблесть» в честь Дня Республики Саха (Якутия) (2014).[источник не указан 1049 дней]
- Нагрудный знак Министерства культуры Российской Федерации «За вклад в российскую культуру» (2014)[источник не указан 1049 дней]
- Орден Петра Великого I степени (2004).[источник не указан 1049 дней]
- Памятный знак «Самарский Крест» (2013) — в честь празднования 135-й годовщины Освобождения Болгарии от османского ига.
- Заслуженный работник культуры Российской Федерации (9 июля 1998 года) — за заслуги в области культуры и многолетнюю плодотворную работу[3].
- Заслуженный деятель культуры Республики Горный Алтай.
- Заслуженный деятель искусств Республики Крым (2019)[22]
- Государственная премия Российской Федерации в области литературы и искусства 2010 года (8 июня 2011 года) — за вклад в сохранение и популяризацию культурного наследия, развитие традиций и модернизацию отечественного кинематографического образования[23][24].
- Премия Правительства Российской Федерации в области культуры (23 января 2008 года) — за цикл документальных фильмов о деревне XX века «Кому живется весело, вольготно на Руси»[25]
- Премия Правительства Российской Федерации в области культуры (25 декабря 2024 года) — за создание документального фильма «Наши герои»[26]
- Почётная грамота Президента Российской Федерации (19 сентября 2019 года) — за заслуги в развитии отечественной культуры и искусства, многолетнюю плодотворную деятельность[27].
- Благодарность Президента Российской Федерации (21 августа 2018 года) — за заслуги в подготовке и проведении XIX Всемирного фестиваля молодёжи и студентов в 2017 году в городе Сочи[28].
- Благодарность Президента Российской Федерации (30 ноября 2024 года) — за заслуги в области культуры и многолетнюю плодотворную деятельность[29].
- Почётная грамота Правительства Российской Федерации (14 ноября 1999 года) — за большой вклад в развитие отечественной кинематографии и многолетний плодотворный труд[30]
- Почётная грамота Московской городской Думы (23 декабря 2009 года) — за заслуги перед городским сообществом[31].